# Vlastní podobizna (Arcimboldo)
Vlastní podobizna Giuseppe Arcimbolda, který působil jako dvorní malíř císařů Ferdinanda I., Maxmiliána II. a Rudolfa II., je jedinou známou realistickou kresbou, kde zachytil svou podobu. Chybí u ní datace a různí autoři ji řadí do druhé poloviny 60. až do 70. let 16. století. Je součástí sbírky grafiky a kresby Národní galerie v Praze a patrně jeho nejčastěji reprodukovaným dílem.

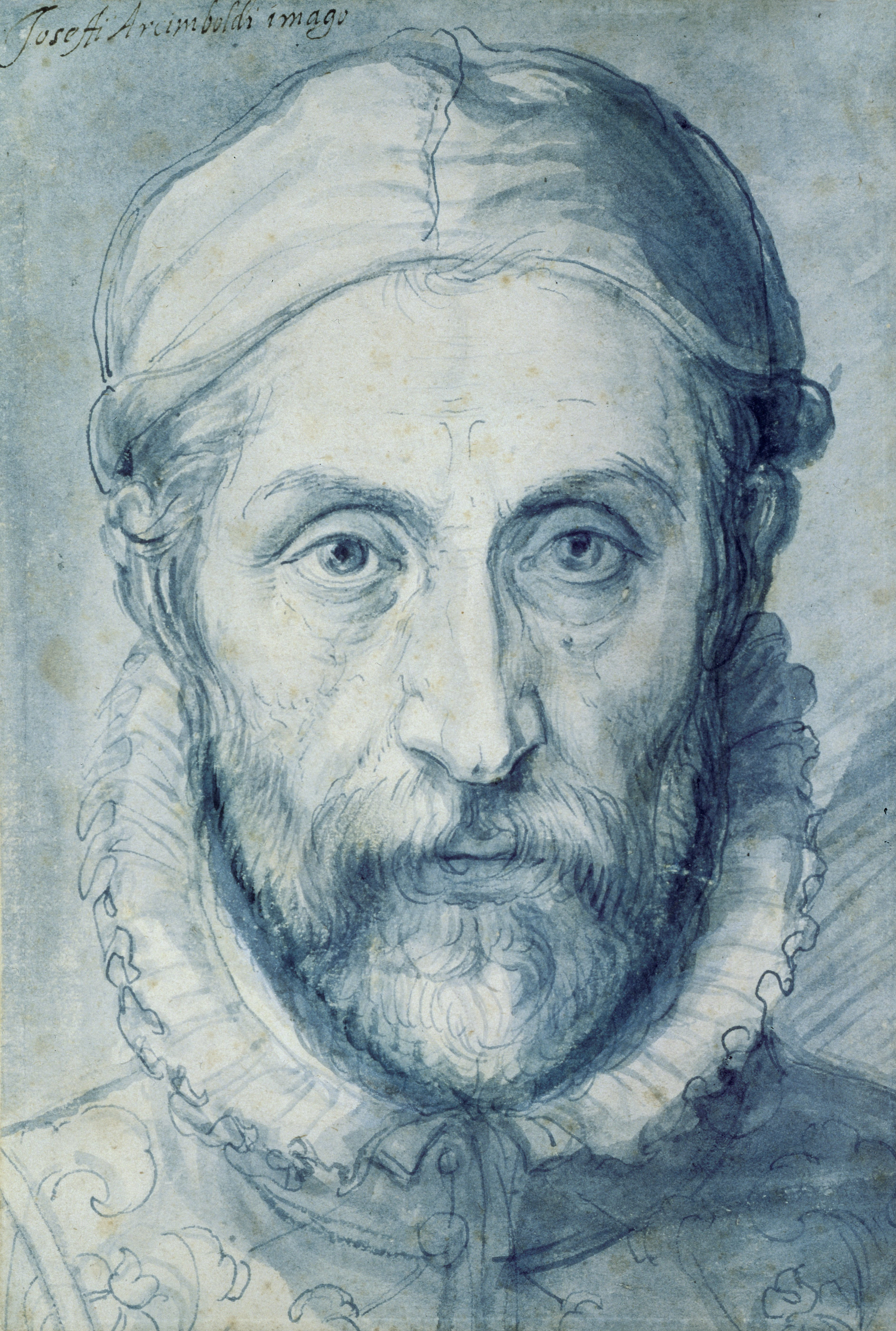
Giuseppe Arcimboldo, Autoportrét, Národní galerie v Praze - Google Art Project

## Popis a zařazení
Kresba perem na papíře, modře lavírovaná, rozměry 230 x 157 mm. V levém horním rohu podepsána: Joseffi Arcimboldi imago. Od roku 1820 se kresba nacházela ve sbírce Daniela Böhma, v roce 1918 byla vydražena na aukci Dorotheum a přešla do sbírky Jindřicha Waldese, odkud ji získala Národní galerie v Praze. Inv.č. K 5338.
Tento autoportrét zřejmě nebyl pouhou přípravnou studií k olejomalbě, ale skutečným pečlivě propracovaným portrétem, který komunikuje s divákem a vyjadřuje něco z umělcova nitra.
Naplňuje dokonale představu dvořana, jako uhlazeného a vzdělaného muže, renesančního knížete umělců či filosofů. Zachycuje umělcovu hlavu v malířském baretu s tradičním krajkovým stojacím límcem. Oválná tvář s pečlivě zastřiženým vousem, pronikavý a soustředěný pohled, orlí nos a tenké rty vypovídají o jeho povaze.
Stárnoucí malíř nakreslil roku 1587 ještě jednou svůj portrét z poloprofilu jako hříčku - Muž z papíru (Palazzo Rosso, Janov). Kresba perem a štětcem je kombinována s inkoustem, modrou rozmývanou barvou a dokreslena tužkou. Arcimboldo se zde představuje jako šlechtic a humanista ve vybraném oděvu. Podle Thomase DaCosta Kaufmanna existoval i olejový autoportrét Arcimbolda, ale není známo kde se nachází a lze ho považovat za ztracený.
Giuseppe Arcimboldo portrétoval některé Habsburky (dcery Ferdinanda I. a Maxmiliána II., Maxmilián II. s rodinou, arcivévodkyně Johanna), ale je znám především jako tvůrce olejomaleb alegorických hlav, sestavených z různých přírodnin. Kromě autoportrétu se z jeho díla nezachoval žádný jiný kresebný portrét.
Během pobytu v Praze se Arcimboldo věnoval přípravám nejrůznějších dvorních slavností a turnajů, pro které navrhoval kostýmy, masky nebo také např. koňské postroje a saně. Celkem 148 těchto kreseb, které byly většinou zhotoveny k oslavám svatby arcivévody Karla Štýrského a Marie Bavorské roku 1571, předal svázané v safiánových deskách a s osobním věnováním císaři Rudolfu II.. Kresby jsou nyní ve sbírce Galerie Uffizi ve Florencii.

### Jiná díla

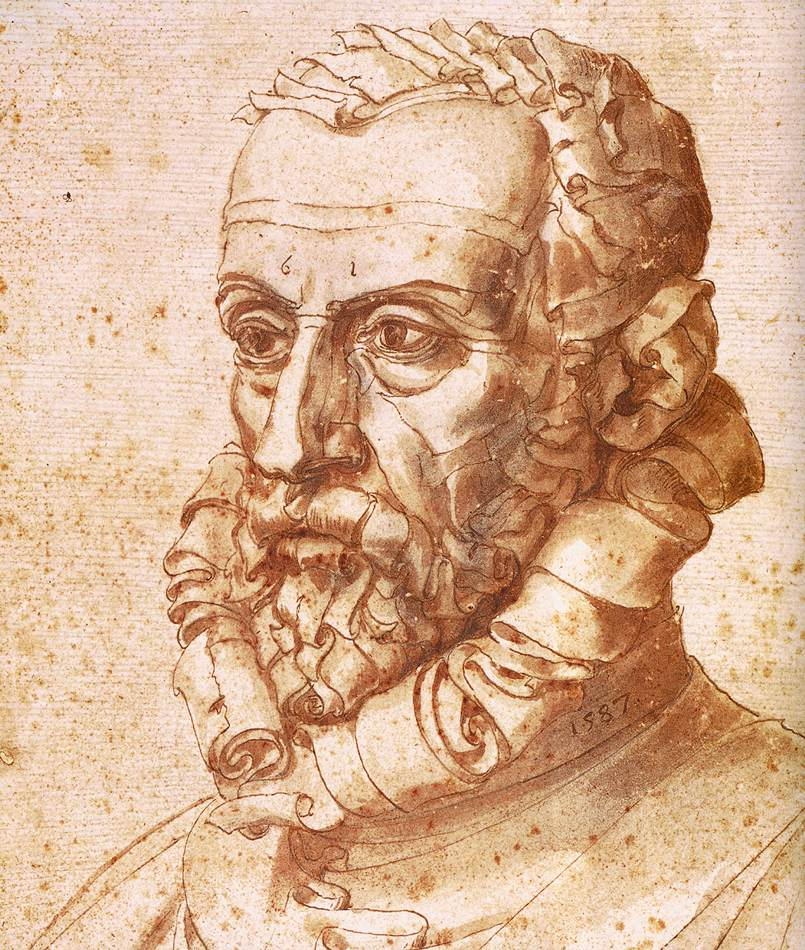
Giuseppe Arcimboldo, papírový autoportrét, detail (1587)
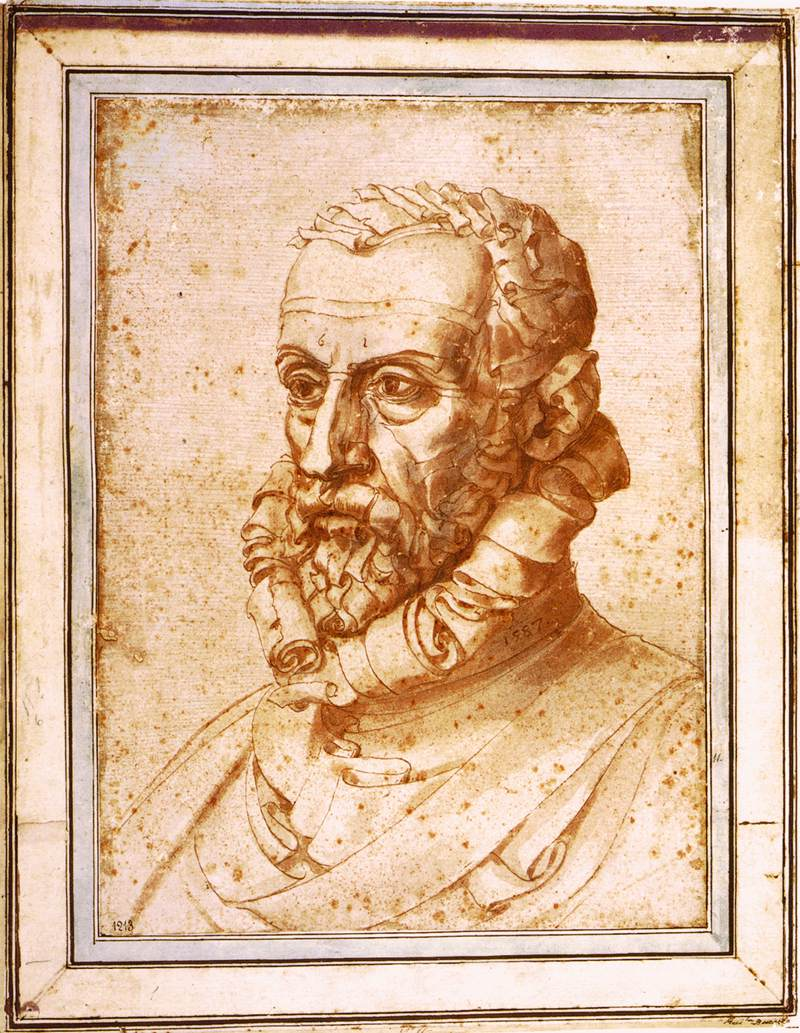
Giuseppe Arcimboldo, papírový autoportrét s rámem (1587)